# 멜빌 로저스

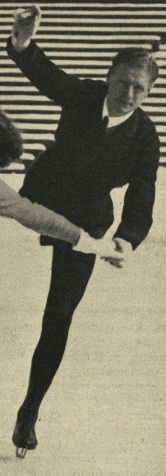

멜빌 팔크너 로저스(영어: Melville Falkner Rogers, 1899년 1월 5일~1973년 9월 26일)는 캐나다의 피겨 스케이팅 선수이자 피겨 스케이팅 심판이었다. 그는 싱글 스케이팅, 페어 스케이팅, 아이스 댄싱 부문에서 활약했다.

## 선수 경력
싱글 스케이팅 선수로서, 그는 1923년 캐나다 피겨 스케이팅 선수권 대회에서 우승했다.
페어 스케이팅 선수로서, 그는 1922년 캐나다 선수권 대회에서 은메달을 획득했고 파트너 세실 스미스와 함께 1923년 캐나다 선수권 대회에서 동메달을 획득했다. 수 년동안, 그는 대회에서 토론토 스케이트 클럽을 대표했다.
아이스 댄싱 선수로서, 그는 엘모어 데이비스와 함께 1940년 캐나다 선수권 대회에서 은메달을 획득했다.

### 국제 대회 경력
그는 1924년 동계 올림픽때 싱글 스케이팅과 페어 스케이팅에서 모두 활약했다. 그는 파트너 세실 스미스와 함께 7위를 했다. 그 해의 올림픽에서 로저스는 올림픽에 출전한 최초의 캐나다 남자 싱글 스케이팅 선수가 되었고, 또한 올림픽에 출전한 최초의 캐나다 페어 팀의 일원이었다.
그는 1925년과 1927년 북미 선수권 대회 싱글 부문에서 우승했다. 그는 1925년 북미 선수권 대회에서 글라디스 로저스와 함께 페어 부문에서 은메달을 땄다.
그는 또한 이소벨 로저스와 페어 팀에서 활약했다. 그들은 1930년 세계 피겨 스케이팅 선수권 대회에서 5위를 했다.

## 은퇴 이후
현역에서 은퇴한후, 그는 판사로 일했다.
그는 1991년에 캐나다 피겨 스케이팅 명예의 전당에 헌액되었다.

## 참고 문헌
- IOC
- ISU results